# Vitali Masol
Vitali Andriovich Masol (Віталій Андрійович Масол; Chernígov, 14 de noviembre de 1928 – Kiev, 21 de septiembre de 2018) fue un político soviético de origen ucraniano, que sirvió como Primer ministro de la República de Ucrania en dos ocasiones. Ocupó diferentes cargos en la República Socialista Soviética de Ucrania, sobre todo de Jefe del Consejo de Ministros, que es el equivalente al actual primer ministro, desde 1987 hasta finales de 1990, cuando se vio obligado a dimitir. Más tarde fue primer ministro de Ucrania, confirmado en ese cargo el 16 de junio de 1994. Dimitió a su cargo el 1 de marzo de 1995.

## Primeros años
Masol nació en Chernígov en la República Socialista Soviética de Ucrania. Se graduó en 1951 en ingeniería mecánica en el Instituto Politécnico de Kiev Ígor Sikorski. Trabajó como ingeniero en una nueva fábrica de maquinaría de Kramatorsk y ascendió hasta convertirse en jefe del departamento técnico, jefe del taller mecánico y luego en ingeniero jefe adjunto. En 1971, se doctoró en ciencia tecnológica cuya tesis era en relación con la resistencia a la fatiga del acero al carbono utilizado para fabricar hélices de barcos en la planta.

## Carrera política

### En la  Unión Soviética
Masol fue miembro del Partido Comunista de la República Socialista Soviética de Ucrania. En 1972, se convirtió en vicepresidente del comité estatal de planificación en Ucrania por invitación del Primer Secretario del Partido Comunista, Vladimir Shcherbitsky. Shcherbitsky tenía la intención de nombrarlo viceministro de Petróleo, pero decidió que había una vacante más urgente en el comité. Más tarde, Masol se convirtió en presidente del comité y miembro de la comisión a cargo de la descontaminación tras el desastre de Chernóbil. Masol se convirtió en jefe adjunto del Consejo de Ministros de Ucrania el 16 de enero de 1979.
Ocupó el cargo de Jefe del Consejo de Ministros (equivalente al primer ministro) de la República Socialista Soviética de Ucrania de 1987 hasta el 17 de octubre de 1990, cuando fue forzado a renunciar y ser reemplazado por Vitold Fokin. Se vio obligado a dimitir debido a las protestas estudiantiles ucranianas y a las huelgas de hambre conocidas como la "Revolución del Granito". Masol fue miembro del Congreso de los Diputados del Pueblo de la Unión Soviética entre 1989 y 1991. 

### En la Ucrania independiente
El presidente Leonid Kravchuk ofreció el cargo de primer ministro de Ucrania el 16 de junio de 1994 con su imagen de "un defensor de la economía controlada por el Estado" fue visto como una sorpresa y una concesión preelectoral al Partido Comunista de Ucrania, dominado por los comunistas. Masol fue nuevamente reinstaurado por el presidente Leonid Kuchma. Masol estaba en contra de la mayoría de los planes de reforma de Kuchma y lo hacía abiertamente; a veces movilizaba a la Rada Suprema contra Kuchma. Masol dimitió el 1 de marzo de 1995, pero siguió asistiendo a las reuniones de la Rada Suprema. Los dos períodos de Masol en este cargo vieron el comienzo del colapso de la Unión Soviética y el establecimiento de un nuevo sistema político en Ucrania.